# 永平公主 (唐朝)

永平公主，唐僖宗次女，母不详。

## 生平
除崔致远的《唐文拾遗 卷三十四 贺封公主表》记载，某年十月十日曾与僖宗第十一妹和长姐同封为公主外，再无其它事迹记载。